# Nuoto ai Giochi della XXXII Olimpiade - Staffetta 4x100 metri misti mista
La gara di nuoto della staffetta 4x100 metri misti mista dei Giochi della XXXII Olimpiade di Tokyo è stata disputata il 29 e 31 luglio 2021 presso il Tokyo Aquatics Centre. Vi hanno preso parte 16 squadre nazionali.
La competizione è stata vinta dalla squadra britannica, formata da Kathleen Dawson, Adam Peaty, James Guy e Anna Hopkin, mentre l'argento e il bronzo sono andati rispettivamente alla squadra cinese, formata da Xu Jiayu, Yan Zibei, Zhang Yufei e Yang Junxuan, e a quella australiana, formata da Kaylee McKeown, Zac Stubblety-Cook, Matthew Temple e Emma McKeon.

## Record
Prima della competizione il record del mondo e il record olimpico erano i seguenti:
| Record mondiale | 3'38"41                               | Cina Xu Jiayu (52"45) Yan Zibei (57"96) Zhang Yufei (55"32) Yang Junxuan (52"68) | 1º ottobre 2020 Tsingtao, Cina        |
| Record olimpico | Evento olimpico di nuova introduzione | Evento olimpico di nuova introduzione                                            | Evento olimpico di nuova introduzione |

Durante la competizione sono stati stabiliti i seguenti record:
| Data      | Evento     | Atleti                                                                              | Nazione       | Tempo   | Record          | Nota  |
| --------- | ---------- | ----------------------------------------------------------------------------------- | ------------- | ------- | --------------- | ----- |
| 29 luglio | Batteria 1 | Kathleen Dawson (58"50) Adam Peaty (57"08) James Guy (50"58) Freya Anderson (52"59) | Gran Bretagna | 3'38"75 | Record olimpico | [ 5 ] |
| 31 luglio | Finale     | Kathleen Dawson (58"80) Adam Peaty (56"78) James Guy (50"00) Anna Hopkin (52"00)    | Gran Bretagna | 3'37"58 | Record mondiale | [ 6 ] |

## Programma
| Data           | Ora (UTC+9) | Turno    |
| -------------- | ----------- | -------- |
| 29 luglio 2021 | 20:21       | Batterie |
| 31 luglio 2021 | 11:43       | Finale   |

## Risultati

### Batterie
| Pos. | Batteria | Corsia | Nazione       | Atleti | Tempo   | Note |
| ---- | -------- | ------ | ------------- | --- | ------- | ---- |
| 1    | 1        | 4      | Gran Bretagna | Kathleen Dawson (58"50) Adam Peaty (57"08) James Guy (50"58) Freya Anderson (52"59)                            | 3'38"75 | Q,   |
| 2    | 1        | 5      | Stati Uniti   | Regan Smith (57"64) Andrew Wilson (59"09) Thomas Shields (50"87) Abbey Weitzeil (53"42)                        | 3'41"02 | Q    |
| 3    | 2        | 4      | Cina          | Xu Jiayu (52"67) Yan Zibei (58"61) Zhang Yufei (57"37) Yang Junxuan (53"64)                                    | 3'42"29 | Q    |
| 4    | 2        | 5      | Australia     | Isaac Cooper (53"55) Zac Stubblety-Cook (58"80) Brianna Throssell (57"62) Bronte Campbell (52"38)              | 3'42"35 | Q    |
| 5    | 2        | 6      | Italia        | Simone Sabbioni (53"96) Nicolò Martinenghi (58"38) Elena Di Liddo (57"29) Federica Pellegrini (53"02)          | 3'42"65 | Q    |
| 6    | 1        | 3      | Paesi Bassi   | Kira Toussaint (1'00"12) Arno Kamminga (58"15) Nyls Korstanje (51"86) Ranomi Kromowidjojo (53"12)              | 3'43"25 | Q    |
| 7    | 2        | 3      | ROC           | Grigorij Tarasevič (52"99) Kirill Prigoda (59"33) Arina Surkova (57"47) Marija Kameneva (53"94)                | 3'43"73 | Q    |
| 8    | 2        | 8      | Israele       | Anastasia Gorbenko (59"59) Itay Goldfaden (59"65) Gal Cohen Groumi (51"06) Andrea Murez (53"64)                | 3'43"94 | Q,   |
| 9    | 2        | 2      | Giappone      | Anna Konishi (59"58) Shoma Sato (59"84) Katsuhiro Matsumoto (50"95) Rikako Ikee (53"78)                        | 3'44"15 |      |
| 10   | 1        | 2      | Germania      | Marek Ulrich (53"82) Fabian Schwingenschlogl (58"35) Lisa Hopink (58"06) Annika Bruhn (53"96)                  | 3'44"19 |      |
| 11   | 2        | 7      | Grecia        | Apostolos Christou (53"18) Konstadinos Meretsolias (1'00"10) Anna Ntountounaki (57"08) Theodōra Drakou (54"41) | 3'44"77 |      |
| 12   | 2        | 1      | Bielorussia   | Mikita Tsmyh (54"88) Il'ja Šymanovič (58"85) Anastasiya Kuliashova (58"12) Anastasija Škurdaj (54"50)          | 3'46"35 |      |
| 13   | 1        | 6      | Canada        | Javier Acevedo (54"31) Gabe Mastromatteo (59"91) Katerine Savard (57"97) Rebecca Smith (54"35)                 | 3'46"54 |      |
| 14   | 1        | 7      | Brasile       | Guilherme Basseto (54"03) Felipe Lima (59"68) Giovanna Tomanik Diamante (58"26) Stephanie Balduccini (54"77)   | 3'46"74 |      |
| 15   | 1        | 8      | Ungheria      | Benedek Kovacs (53"76) Petra Halmai (1'08"11) Richárd Márton (51"49) Fanni Gyurinovics (53"79)                 | 3'47"15 |      |
| -    | 1        | 1      | Polonia       | Paulina Peda (1'00"83) Jan Kozakiewicz (59"28) Jakub Majerski Kornelia Fiedkiewicz                             | -       | dq   |

### Finale
| Pos.    | Corsia | Nazione       | Atleti                                                                                              | Tempo   | Note             |
| ------- | ------ | ------------- | --------------------------------------------------------------------------------------------------- | ------- | ---------------- |
| Oro     | 4      | Gran Bretagna | Kathleen Dawson (58"80) Adam Peaty (56"78) James Guy (50"00) Anna Hopkin (52"00)                    | 3'37"58 | Record mondiale  |
| Argento | 3      | Cina          | Xu Jiayu (52"56) Yan Zibei (58"11) Zhang Yufei (55"48) Yang Junxuan (52"71)                         | 3'38"86 |                  |
| Bronzo  | 6      | Australia     | Kaylee McKeown (58"14) Zac Stubblety-Cook (58"82) Matthew Temple (50"26) Emma McKeon (51"72)        | 3'38"95 |                  |
| 4       | 2      | Italia        | Thomas Ceccon (52"23) Nicolò Martinenghi (57"73) Elena Di Liddo (56"62) Federica Pellegrini (52"70) | 3'39"28 | Record nazionale |
| 5       | 5      | Stati Uniti   | Ryan Murphy (52"23) Lydia Jacoby (1'05"09) Torri Huske (56"27) Caeleb Dressel (46"99)               | 3'40"58 |                  |
| 6       | 7      | Paesi Bassi   | Kira Toussaint (59"45) Arno Kamminga (57"89) Nyls Korstanje (51"34) Femke Heemskerk (52"54)         | 3'41"25 | Record nazionale |
| 7       | 1      | ROC           | Evgenij Rylov (52"79) Kirill Prigoda (59"15) Svetlana Čimrova (56"95) Marija Kameneva (53"56)       | 3'42"45 |                  |
| 8       | 8      | Israele       | Anastasia Gorbenko (59"55) Itay Goldfaden (59"86) Gal Cohen Groumi (51"58) Andrea Murez (53"78)     | 3'44"77 |                  |